# Risen, Småland
För andra betydelser, se Risen (olika betydelser).
Risen är en sjö i Västerviks kommun i Småland och ingår i Storån-Botorpsströmmens kustområde. Sjön är 7 meter djup, har en yta på 0,0934 kvadratkilometer och befinner sig 94 meter över havet. Sjön avvattnas av vattendraget Loftaån (Sedingsjöån).

## Delavrinningsområde
Risen ingår i det delavrinningsområde (643257-151996) som SMHI kallar för Inloppet i Stora Vrången. Medelhöjden är 120 meter över havet och ytan är 32,85 kvadratkilometer. Räknas de 2 avrinningsområdena uppströms in blir den ackumulerade arean 51,43 kvadratkilometer. Avrinningsområdets utflöde Loftaån (Sedingsjöån) mynnar i havet. Avrinningsområdet består mestadels av skog (79 procent). Avrinningsområdet har 1,22 kvadratkilometer vattenytor vilket ger det en sjöprocent på 3,7 procent.